# Milton Lilbourne
Milton Lilbourne è un villaggio e una parrocchia civile della contea del Wiltshire che si trova nella valle del Pewsey tra Pewsey e Burbage nel Sud Ovest dell'Inghilterra. 

## Geografia

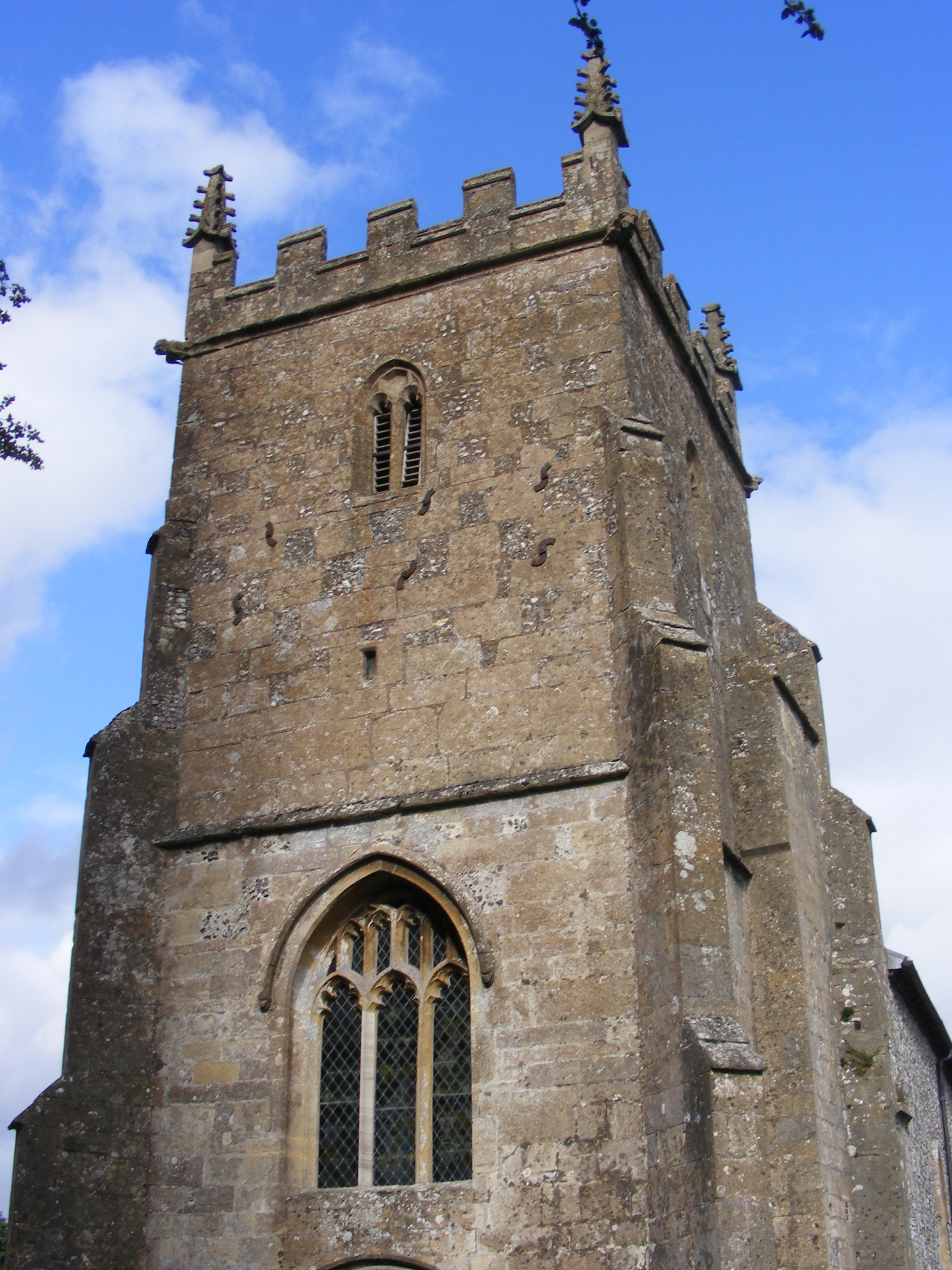
Chiesa parrocchiale anglicana di San Pietro

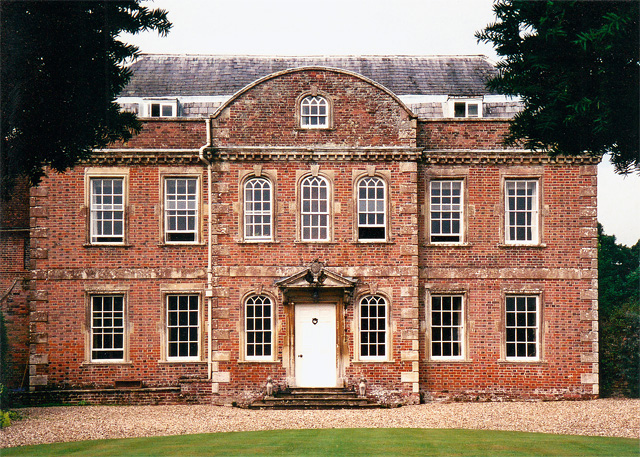
Manor House a Milton Lilbourne

La geomorfologia del territorio è insolito in quanto la parrocchia civile ha una forma lunga e sottile, occupa una superficie di 14.12 km² ed è una delle poche ad avere confini sugli altopiani sia a sud sia a nord della valle del Pewsey. Il confine meridionale passa su un lungo tumulo e quello settentrionale confina con il forte preistorico su Martinsell Hill. Milton Lilbourne si trova a sud di Marlborough e si estende dalle Marlborough Downs a nord fino alla piana di Salisbury a sud. Nel territorio vi sono quattro insediamenti principali, Milton Lilbourne e Fyfield a sud, Clench e Milcot a nord. Nel 1987, quando la punta settentrionale del territorio passò amministrativamente alla parrocchia di Savernake e piccole aree furono scambiate con Pewsey, la parrocchia di Milton Lilbourne fu sensibilmente ridotta rispetto alla situazione precedente.
Il confine lungo e dritto che Milcot e Fyfield avevano con Pewsey nel X secolo è sopravvissuto come confine occidentale. Il forte collinare dell'età del ferro su Martinsell Hill, che si trovava a est del confine di Pewsey nel X secolo, in seguito fece parte della parrocchia di Pewsey. A est il confine tra Milton Lilbourne ed Easton è anch'esso rettilineo e la sua intera lunghezza è segnata da una strada. La sua parte meridionale segue una valle asciutta per 1,5 km. All'estremo sud il confine con Collingbourne Kingston è segnato da un tumulo. A nord-est il confine di Clench con Wootton Rivers è irregolare. La parrocchia e ciascuna delle quattro strisce di terra al suo interno si trovano da nord a sud attraverso gli affioramenti geologici. Il gesso delle Marlborough Downs e della piana di Salisbury affiora rispettivamente alle estremità nord e sud della parrocchia. A nord la scarpata delle colline attraverso la parrocchia forma un arco ed era chiamata Bowcliff, il cui punto più alto è a 285 metri. A nord di Bowcliff ci sono depositi di argilla con selci su Clench Common, che declina dolcemente fino a 206 metri all'angolo nord della parrocchia. A sud il punto più alto è a 238 metri su Milton Hill, un po' a sud della scarpata della pianura, dove il terreno degrada dolcemente ed è attraversato da diverse valli aride e scende a 163 metri all'angolo sud-est. Tra le scarpate affiora Lower Chalk a nord e a sud e al centro affiora sabbia verde. Il punto più basso della parrocchia, a 115 metri, è più a sud. In tutte e quattro le parti della parrocchia c'erano campi aperti sulla greensand e sul Lower Chalk, pascoli comuni per pecore o bovini e pascoli accidentati sulle colline. Anche Milton Lilbourne aveva campi aperti sulle colline. Gran parte della parrocchia è adatta sia per l'agricoltura sia per il pascolo.

## Storia
Vi sono evidenze di insediamenti preistorici nel territorio della parrocchia civile perché nell'angolo nord sono stati trovati manufatti del Neolitico e dell'Età del Bronzo su Clench Common. Sulla pianura calcarea nella parte sud è stato trovato un manufatto della tarda Età del Bronzo e ci sono sette tumuli in un gruppo, altri tumuli isolati, terrapieni preistorici e un sistema di campi preistorici. Uno dei tumuli, chiamato la Tomba del gigante, è un tumulo lungo eccezionalmente grande. Sulla sabbia verde nella parte nord della parrocchia c'era un insediamento romano-britannico e sul sito sono state trovate ceramiche di un periodo precedente e fornaci. Nel 1237 la metà della parrocchia a nord del villaggio di Milton Lilbourne e del villaggio di Fyfield fu definita come parte della foresta di Savernake. Tutto, tranne Clench Common, fu disboscato nel 1330. Clench Common divenne in seguito parte del maniero di Clench e della parrocchia. La parrocchia, escludendo forse Clench, potrebbe aver avuto non più di 362 abitanti nel 1676. Le tracce sopravvissute suggeriscono che una strada antica collegava i villaggi da un centro all'altro, ma verso la fine del XVIII secolo la strada attuale, su un terreno più elevato e aggirando ogni villaggio all'estremità settentrionale, l'aveva sostituita. Il villaggio di Milton Lilbourne e il villaggio di Fyfield hanno ciascuno una strada nord-sud, ma nessuna delle due fa parte di una strada principale. Una strada nord-sud attraverso Clench collega entrambi i villaggi a Marlborough. Il tratto che attraversa Bowcliff fu apparentemente rifatto tra il 1773 e il 1817, e la sezione attraverso Clench Common fu rifatta su un percorso rettilineo a metà del XIX secolo. Dall'estremità meridionale del villaggio di Milton Lilbourne una strada conduce a sud e sud-est verso le colline, si unisce alla strada lungo il confine orientale della parrocchia e collega Milton Lilbourne a Salisbury tramite la strada Marlborough-Salisbury ed Everleigh. La parte Everleigh-Salisbury della strada fu chiusa circa nel 1900 e la strada da Milton Lilbourne è stata asfaltata per soli 2 km a sud del villaggio. Una strada conduce anche a sud dal villaggio di Fyfield alle colline. La parte a sud del ruscello che scorre dall'estremità meridionale del villaggio di Milton Lilbourne è stata dichiarata strada privata nel 1823. Altri percorsi delle colline ne includevano uno da Easton a West Everleigh a Everleigh che nel 1996 sopravvisse attraverso la parrocchia di Milton Lilbourne sul percorso che seguì nel 1773. Il canale Kennet e Avon, completamente aperto dal 1810, fu costruito attraverso la parrocchia intorno al 1806-1807, fu restaurato nei primi anni settanta. Un po' a sud e parallela ad esso, la Berks. & Hants Extension Railway fu aperta nel 1862. Pewsey era la stazione più vicina.

## Villaggi
- Milton Lilbourne. Il villaggio principale apparentemente trae la parte sostanziale e centrale del suo nome dalla sua relazione con Easton. Il suffisso deriva da Lillebonne, il cognome dei signori del feudo principale dal XII al XV secolo, ed era in uso nel 1249. Nel XVIII secolo la diocesi adottò la forma Lilborne per il nome del beneficio ma la forma Lilbourne, presumibilmente derivata per analogia dai numerosi villaggi del Wiltshire che sorgono lungo piccoli corsi d'acqua, fu usata frequentemente nel XIX secolo, fu adottata dall'Ordnance Survey, ed è diventata la forma normale del suffisso nel XX secolo. Milton Lilbourne è un villaggio di strada, il suo nome implica che potrebbe essere stato colonizzato da Pewsey. La chiesa, la casa del vicariato e la casa padronale principale si trovano nella parte sud della strada sul lato ovest. Immediatamente a sud della casa del vicariato un vicolo est-ovest attraversa la strada e a sud di questo c'erano tre grandi case nel 1773, una accanto al vicolo a est fu sostituita da King Hall, quella accanto al vicolo a ovest sopravvive come Havering House e ha dato un nome a Havering Lane, e una è stata demolita. Accanto a Havering Lane due cottage con il tetto di paglia in piedi nel 1996 erano probabilmente stati costruiti entro il 1700. Accanto al vicolo a est King Hall Farmhouse, in mattoni rossi, fu costruita attorno al 1750 e ci sono stalle e fattorie in mattoni rossi. A sud dell'incrocio furono costruite una scuola e una fattoria alla fine del XIX secolo e ampi fabbricati agricoli a ovest della strada furono eretti a metà del XIX secolo e demoliti nel 1996. Gli edifici agricoli con tetto di paglia a est della strada furono convertiti in residenze intorno al 1991. Prima del XIX secolo la maggior parte delle fattorie si trovava nella parte nord della strada, dove nel 1996 ne sopravvivevano circa otto. Sul lato est le fattorie includevano la fattoria superiore, costruita in mattoni rossi alla fine del XVIII secolo con una facciata occidentale a tre campate e ampliata nel XIX e XX secolo, una casa con struttura in legno e tetto di paglia del XVII secolo e una casa ampliata, in parte con struttura in legno e in parte in mattoni, probabilmente di origine del XVII secolo. Sul lato ovest due fattorie con tetto di paglia sono apparentemente con struttura in legno, rivestite in mattoni nel XVII secolo, una terza fattoria è in mattoni rossi e della fine del XVIII secolo, e Lawn Farm è una fattoria in mattoni rossi costruita nel 1867. All'estremità nord sul lato ovest otto case sono state costruite a Forge Close intorno al 1971. Vicino alla chiesa e sul lato est della strada ci sono due case in mattoni del XVIII secolo, una con tetto di paglia. Diversi altri cottage e piccole case, nessuno apparentemente costruito prima del XVII secolo, si trovano anche lungo la strada. Nel 1923, a sud della chiesa, era stata costruita una sala commemorativa. Nel 1974 fu sostituita da una sala del villaggio sul lato est della strada. L'intera strada, a parte Forge Close, fu designata area protetta nel 1985. Diversi rami del villaggio di Milton Lilbourne crebbero nel XIX e XX secolo. A metà del XIX secolo, una strada parallela e a nord di Havering Lane e una strada nord-sud che la collegava a Havering Lane furono tracciate a ovest del villaggio e diverse case e cottage furono costruiti accanto a loro. A metà del XIX secolo furono eretti edifici agricoli all'estremità occidentale di Havering Lane. Nell'angolo nord-ovest dell'incrocio all'estremità nord della strada del villaggio fu costruita una sala parrocchiale intorno al 1906 e fu rimossa nel 1927.[3][4][5]
- Clench. Nella parrocchia di Milton Lilbourne, nel Medioevo, tra East Wick a Wootton Rivers e West Wick a Pewsey, l'abbazia di Battle possedeva una tenuta chiamata Wick, e occasionalmente Bromham Wick. Un insediamento nella tenuta aveva apparentemente preso il nome di Clench nel XIII secolo. La tenuta era chiamata Wick Clench intorno al 1300 e i nomi Clench alias Abbot's Wick e Clench by Wick erano in uso all'inizio del XVI secolo. Una decima era solitamente chiamata Clench e Wick nel tardo XVI secolo, ma Wick cadde gradualmente in disuso come nome di una tenuta o di un insediamento. Nel Medioevo a Clench c'erano quattro o cinque fattorie che erano probabilmente un insediamento lineare nella valle, poi asciutta, in cui sorgeva Clench Farm nel 1996. Verso la fine del XVIII secolo e all'inizio del secolo successivo c'erano tre fattorie e una casa su quella linea, e la strada da Marlborough a Milton Lilbourne ne aggirava tre su un terreno più elevato a est. Tutto ciò che ci è pervenuto è una casa con struttura in legno e tetto di paglia del 1700 circa, chiamata Brewers Cottages. La fattoria a Clench Farm fu ricostruita nel XIX secolo. Nel 1996 la maggior parte degli ampi edifici agricoli erano del XX secolo. A nord-est di Clench Farm furono costruiti un paio di cottage nel 1870.[3][4][5]
- Fyfield. Il nome Fyfield si riferisce a una stima del suo territorio, esteso la metà di quello di Milton Lilbourne. Il territorio di Fyfield fu probabilmente colonizzato dopo Milton Lilbourne e quindi ne fu una sua estensione. Il villaggio di Fyfield sorge lungo una strada, ma non ci sono prove che le fattorie o i cottage siano mai stati numerosi. Fyfield Manor sorge sul lato est della strada sin dal Medioevo, e nel XVI secolo potrebbero esserci state diverse fattorie lungo la strada. Le uniche fattorie nel villaggio all'inizio del XIX secolo, e probabilmente dalla fine del XVII o prima, erano due sul lato ovest della strada. All'inizio del XIX secolo la maggior parte degli edifici agricoli si trovava sul lato settentrionale e l'unica fattoria era a sud. Tra il 1842 e il 1880 circa la fattoria fu sostituita da Fyfield House, una grande casa di mattoni rossi. La maggior parte degli edifici della fattoria furono demoliti intorno al 1920. I tre cottage che sorgevano sul lato est della strada nel 1809 esistevano ancora nel 1996 e avevano tutti il tetto di paglia. Le due coppie di cottage all'estremità sud del villaggio e sul lato ovest della strada nel 1809 furono demolite nel XX secolo. A parte Fyfield House, nessuna casa è stata costruita nel villaggio dal 1809. Nel 1985 il villaggio è stato designato come area di conservazione.[3][4][5]
- Little Salisbury, occasionalmente anche chiamato Newtown, si trova a ovest dell'incrocio all'estremità nord della strada del villaggio di Littleworth. Risale al XVII o al XVIII secolo quando. ai margini della strada Burbage-Pewsey, furono costruite due coppie di cottage con il tetto di paglia e, a ovest di questi. Nel 1842 a Little Salisbury c'erano circa nove cottage e alla fine del XIX secolo vi fu aperta una birreria, la Three Horse Shoes. La Three Horse Shoes, che occupava un edificio in parte del XIX secolo e in parte più antico, rimase aperta sino al 1996.[3][4][5]
- Littleworth, così chiamata alla fine del XIX secolo, è un borgo a 300 metri dall'estremità nord della strada del villaggio di Milton Lilbourne. Nel 1773 vi sorgeva una casa in mattoni rossi del XVIII secolo. Un'altra casa in mattoni rossi e due coppie di cottage, nessuno dei quali è sopravvissuto, erano stati costruiti entro il 1842, oltre a una cappella non conformista e una terza casa in mattoni rossi edificate tra il 1843 e il 1886. Nel XX secolo furono costruiti a Littleworth una casa e undici bungalow.[3][4][5]
- Milcot Water, poi Milkhouse Water. A partire dal 1651 si iniziò a dire che i cottage sui resti del maniero di Fyfield sorgessero a Milcot Water. Presumibilmente sorgevano a sud del ruscello, che era probabilmente il confine tra Fyfield e Milcot dove un villaggio prese il nome di Milcot Water. Nel 1809 quattro cottage sorgevano in una stradina stretta vicino al ruscello. I due cottage che sorgevano sul sito nel 1996 erano in legno e mattoni rossi e risalivano probabilmente al XVIII secolo. Il nome del villaggio divenne Milkhouse Water nel XIX secolo. Parte del terreno su cui furono costruiti i cottage a Little Salisbury apparteneva al maniero di Fyfield. Un cottage vi sorgeva all'inizio del XIX secolo, altri edifici in seguito. Nel 1809, tre cottage, in seguito una coppia, sorgevano a nord-ovest di Fyfield Manor e facevano parte di un villaggio chiamato Little Ann. Milcot fu così chiamata nel 1231. L'insediamento non fu tassato separatamente nel 1332 e non sopravvisse. Due piccole fattorie potrebbero essere state tutto ciò che c'era a Milcot nel XVI secolo e i loro siti non sono chiari. A nord del ruscello che probabilmente divideva Milcot e Fyfield e come parte di Milkhouse Water, fu costruito un bungalow intorno al 1921, un paio di case popolari furono costruite nel 1935 e una casa privata fu costruita alla fine del XX secolo.[3][4][5]
- New Mill. Alla fine del XVI secolo sul maniero di Milton Lilbourne vi sorgeva un mulino che in seguito diede il nome a New Mill, un insediamento vicino a Clench. Sul sito di Totteridge Farm a est del mulino, all'inizio del XVIII secolo, sorgevano dei granai. Una fattoria con struttura in legno, Totteridge Farm, fu costruita poco prima del 1754, e venne dotata di una nuova facciata sud in mattoni rossi alla fine del XVIII secolo, poi ampliata verso est intorno al 1800 e verso ovest a metà del XX secolo. Nel 1996, nella fattoria si trovavano grandi edifici agricoli, per lo più del XX secolo. La fattoria Milton Hill fu costruita sulle colline a sud del villaggio di Milton Lilbourne poco prima del 1724. Questa fattoria fu sostituita da una nuova casa alla fine del XVIII secolo, e una coppia di cottage costruiti apparentemente a metà del XIX secolo furono demoliti quando ne furono costruiti due nuovi a metà degli anni quaranta oltre a grandi edifici agricoli che furono eretti nel XX secolo.[3][4][5]

## Monumenti e luoghi d'interesse
Ci sono vari edifici storici e altri siti d'interesse nel territorio di Milton Lilbourne.
- Chiesa di San Pietro (in inglese St Peter’s Church). La chiesa parrocchiale anglicana venne edificata a partire dal XII secolo e la torre risale al XV secolo. La struttura fu oggetto di interventi nel XIII secolo e nei due secoli successivi. Venne restaurata nel 1875. Edificata in pietra di selce, calcare e conci di pietra. La torre presenta aperture per campane a due luci e parapetto merlato e pinnacoli a uncinetto. I tetti sono in piombo e tegole. Il portico sud è a capanna, la porta ha grandi terminali. La sala è suddivisa in navata centrale e navata laterale nord. La parete sud della navata è stata ricostruita nel 1875, Le finestre sono a testa quadrata. Le finestre del presbiterio a due luci e finestra orientale a tre luci del XIX secolo. Tracce dell'edificio medievale includono frammenti di vetro dipinto risistemati nella finestra a stella nel presbiterio. L'arco del presbiterio ha 2 ordini smussati e risale al XIII secolo. Il presbiterio è stato in gran parte ristrutturato nel XIX secolo. Il fonte battesimale, sotto la torre, ha un catino ottagonale del XIX secolo, su base a cinque colonne del XIII secolo. Il pulpito ricostruito con assi intagliate del XVII secolo. I banchi sono tutti lavori a pannelli di fine XVII secolo restaurati nel XIX secolo. L'organo a canne è in una cassa in rovere intagliato. Il luogo di culto appartiene alla diocesi di Salisbury e dal 27 maggio 1964 è considerata un monumento classificato di secondo grado per il suo particolare interesse storico e architettonico.[6][7][8]
- Manor House di Milton Lilbourne. Dal 4 giugno 1952 è considerata un monumento classificato di secondo grado per il suo particolare interesse storico e architettonico.[9][10]